# Gabriel Slonina
Gabriel Slonina, né le 15 mai 2004 à Addison, en Illinois aux États-Unis, est un joueur américain de soccer qui joue au poste de gardien de but au Chelsea FC.

## Biographie

### En club
Né à Addison, dans l'état de l'Illinois aux États-Unis, Gabriel Slonina est formé par le Fire de Chicago. Il signe son premier contrat professionnel avec le club de Chicago le 8 mars 2019, à l'âge de seulement quatorze ans. Ce qui fait de lui le deuxième plus jeune joueur de Major League Soccer à signer un contrat professionnel, et le plus jeune de l'histoire du club.
La blessure de Bobby Shuttleworth permet à Slonina d'obtenir une place dans les buts de l'équipe première. Il joue ainsi son premier match en professionnel le 5 août 2021, lors d'une rencontre de MLS contre le New York City FC. Il devient à cette occasion le plus jeune gardien à commencer un match dans la ligue, à 17 ans et 81 jours. Les deux équipes se neutralisent ce jour-là (0-0), et avec quatre arrêts il joue un rôle important dans l'obtention de ce premier clean sheet, qui fait d'ailleurs de lui le plus jeune gardien à garder sa cage inviolée dans l'histoire de la MLS.
Son parcours à Chicago attire l'attention des plus grands clubs de la planète, menant ainsi à sa signature en faveur de Chelsea, équipe de Premier League avec qui il signe le 2 août 2022 un contrat de six ans pour un montant de dix millions d'euros et cinq millions de bonus. Il retourne néanmoins en prêt au Fire de Chicago jusqu'à l'issue de la saison 2022 avant de rejoindre la formation anglaise en janvier 2023. Au moment de son transfert, il a conservé ses cages inviolées à quatorze reprises au cours des trente-quatre rencontres auxquelles il a pris part.
Le 20 septembre 2022, il est classé quatrième au palmarès 2022 des 22 joueurs de moins de 22 ans en MLS.
Le 10 août 2023, Gabriel Slonina est prêté pour une saison au KAS Eupen.
En août 2024, il rejoint en prêt Barnsley.
Il est dans le groupe de Chelsea pour la Coupe du Monde des clubs, mais ne joue aucune minute.

### En sélection
Gabriel Slonina représente l'équipe des États-Unis des moins de 17 ans entre 2019 et 2020 pour un total de quatre matchs.
En décembre 2021, il est convoqué pour la première fois avec l'équipe nationale des États-Unis par le sélectionneur Gregg Berhalter. Il reste toutefois sur le banc des remplaçants sans entrer en jeu, lors d'un match amical contre la Bosnie-Herzégovine le 19 décembre 2021 (0-0 score final).
Possédant des origines polonaises, Slonina est convoqué en mai 2022 par Czesław Michniewicz, le sélectionneur de l'équipe nationale de Pologne. Slonina décline toutefois la convocation en affirmant son désir de jouer pour les États-Unis.
Il est par la suite appelé pour participer au camp d'entraînement des Yanks par Anthony Hudson le 18 janvier 2023,. Le 25 janvier suivant, il honore sa première sélection en tant que titulaire contre la Serbie, lors d'un match amical. Le match se solde par une défaite 1-2 des Américains,.

## Statistiques
| Saison                | Club                  | Championnat           | Championnat | Championnat | Coupe nationale | Coupe nationale | Coupe de la Ligue | Coupe de la Ligue | Compétition(s) continentale(s) | Compétition(s) continentale(s) | Compétition(s) continentale(s) | Autres compétitions | Autres compétitions | Autres compétitions | Total | Total |
| Saison                | Club                  | Division              | M.          | B.          | M.              | B.              | M.                | B.                | Comp.                          | M.                             | B.                             | Comp.               | M.                  | B.                  | M.    | B.    |
| 2019                  | Fire de Chicago       | MLS                   | 0           | 0           | 0               | 0               | -                 | -                 | -                              | -                              | -                              | -                   | -                   | -                   | 0     | 0     |
| 2020                  | Fire de Chicago       | MLS                   | 0           | 0           | -               | -               | -                 | -                 | -                              | -                              | -                              | MIB+Séries          | 0+0                 | 0+0                 | 0     | 0     |
| 2021                  | Fire de Chicago       | MLS                   | 11          | 0           | -               | -               | -                 | -                 | -                              | -                              | -                              | -                   | -                   | -                   | 11    | 0     |
| 2022                  | Fire de Chicago       | MLS                   | 32          | 0           | 0               | 0               | -                 | -                 | -                              | -                              | -                              | -                   | -                   | -                   | 32    | 0     |
| Sous-total            | Sous-total            | Sous-total            | 43          | 0           | -               | -               | -                 | -                 | -                              | -                              | -                              | -                   | 0                   | 0                   | 43    | 0     |
| 2022-2023             | Chelsea FC U23 (prêt) | Premier League 2      | 8           | 0           | -               | -               | -                 | -                 | -                              | -                              | -                              | -                   | -                   | -                   | 8     | 0     |
| 2023-2024             | KAS Eupen (prêt)      | Division 1A           | -           | -           | -               | -               | -                 | -                 | -                              | -                              | -                              | -                   | -                   | -                   | 0     | 0     |
| Sous-total            | Sous-total            | Sous-total            | 8           | 0           | -               | -               | -                 | -                 | -                              | -                              | -                              | -                   | -                   | -                   | 8     | 0     |
| Total sur la carrière | Total sur la carrière | Total sur la carrière | 51          | 0           | -               | -               | -                 | -                 | -                              | -                              | -                              | -                   | 0                   | 0                   | 51    | 0     |